# Zdzieszowice
Zdzieszowice è un comune urbano-rurale polacco del distretto di Krapkowice, nel voivodato di Opole.
Ricopre una superficie di 57,85 km² e nel 2004 contava 17 589 abitanti.